# چوسپینی
چوسپینی (به اسپانیایی: Ch'uspini) یک کوه در پرو است که در منطقه پونو واقع شده‌است. چوسپینی ۵٬۰۰۰ متر بالاتر از سطح دریا واقع شده‌است.